# Motu (Tonga)
Motu è un distretto delle Tonga della divisione di Vava'u con 659 abitanti (censimento 2021).

## Località
Di seguito l'elenco dei villaggi del distretto:
- Kapa - 30 abitanti
- Falevai - 73 abitanti
- 'Otea - 62 abitanti
- Lape - 16 abitanti
- Matamaka - 74 abitanti
- Nuapapu - 86 abitanti
- Ovaka - 96 abitanti
- Taunga - 36 abitanti
- Hunga - 172 abitanti
- Foeata - 6 abitanti
- Mounu - 1 abitanti
- Eueiki - 2 abitanti
- Fofoa - 5 abitanti

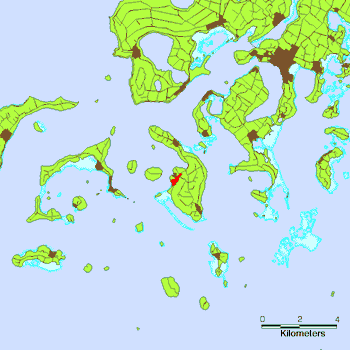
Posizione del villaggio di Falevai, sull'isola Kapa.
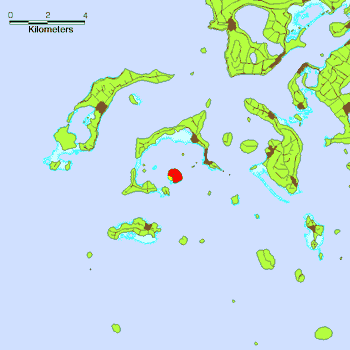
Posizione dell'isola Lape.
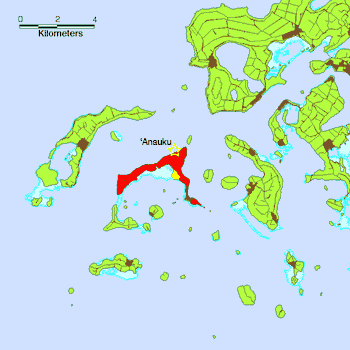
Posizione dell'isola Nuapapu.
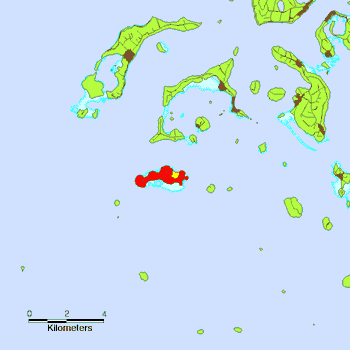
Posizione dell'isola Ovaka.
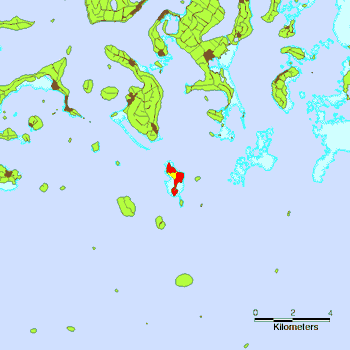
Posizione dell'isola Taunga.
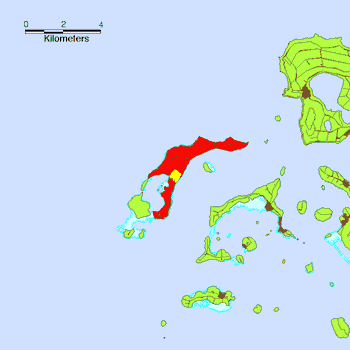
Posizione dell'isola Hunga.